# Comuna Volodîmîrivka, Tomakivka
Volodîmîrivka (în ucraineană Володимирівка) este o comună în raionul Tomakivka, regiunea Dnipropetrovsk, Ucraina, formată din satele Hannivka, Hrușeve, Mîroliubivka, Novomîhailivka, Novomîkolaiivka, Novoukraiinka, Sadove, Stepanivka, Urojaine, Volodîmîrivka (reședința), Zaporizka Balka și Zaporizke.

## Demografie
Componența lingvistică a satului Volodîmîrivka
     Ucraineană (91,15%)
     Rusă (8,04%)
     Alte limbi (0,22%)
Conform recensământului din 2001, majoritatea populației satului Volodîmîrivka era vorbitoare de ucraineană (91,15%), existând în minoritate și vorbitori de rusă (8,04%).